# 肥叶碱蓬
肥叶碱蓬（学名：Suaeda kossinskyi）为苋科碱蓬属的植物。分布在欧洲、中亚地区以及中国大陆的新疆等地，一般生于潮湿的强盐碱化土壤。